# Agrilus abditus
Agrilus abditus é uma espécie de inseto do género Agrilus, família Buprestidae, ordem Coleoptera.
Foi descrita cientificamente por Horn, 1891.
Encontra-se em Nevada, Arizona e Novo México. Os adultos encontram-se em carvalho, Quercus arizonica.